# A Barcala
A Barcala est une comarque de la province de La Corogne en Galice (Espagne). 

## Municipios de la comarque
La comarque est composée de deux municipios (municipalités ou cantons) : 
- A Baña
- Negreira (le chef-lieu)